# Flora MacDonald
Flora MacDonald, (Fionnghal NicDhòmhnaill en gaélico) (1722 - 4 de marzo de 1790), nacida en la Isla de Uist fue una heroína escocesa.

## Biografía
Flora MacDonald fue hija de Marion y Ranald MacDonald de Milton, Isla de Uist, Escocia. Su padre fallece cuando ella era una niña, y su madre fue secuestrada y casada con Hugh MacDonald de Armadale, Sleat, Isla de Skye. Ella fue una practicante presbiteriana.
Tras la batalla de Culloden en 1746, ayudó al pretendiente jacobita Carlos Eduardo Estuardo, conocido como Bonnie Prince Charlie, a alcanzar la Isla de Skye en barca disfrazado como su criada irlandesa Betty Burke. 
Su acto heroico fue inmoratalizado en la Canción del Barco Skye.